# Toni Tetzlaff

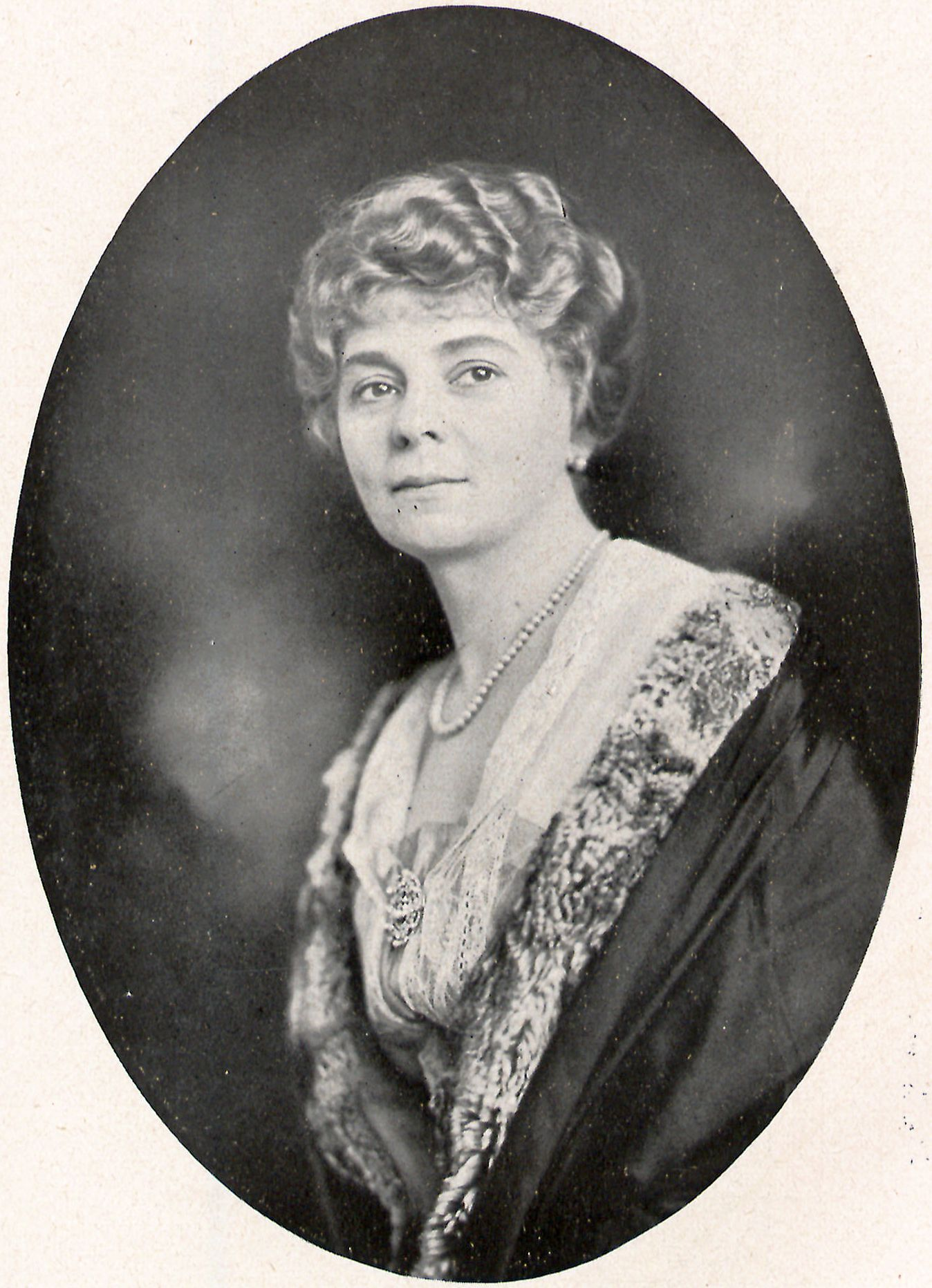
Toni Tetzlaff, fotografiert von Ernst Sandau

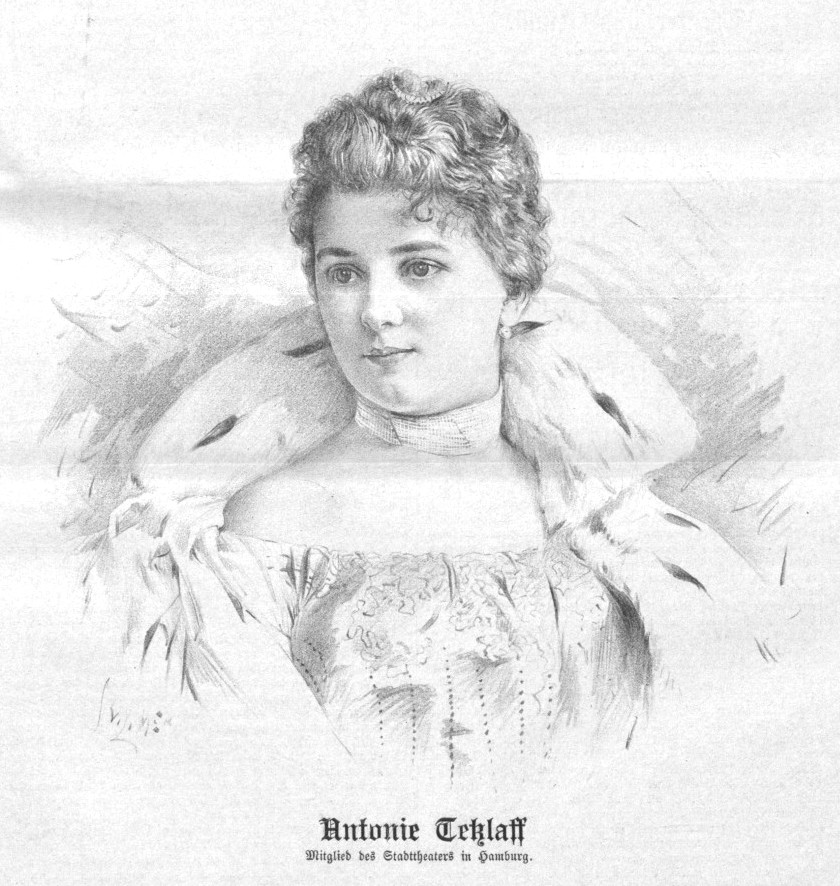
Toni Tetzlaff (von Jan Vilímek, 1897)

Toni Tetzlaff, gebürtig Elisabeth Antonie Pauline Tetzlaff (* 13. März 1870 in Mainz; † 16. Dezember 1947 in Berlin), war eine deutsche Schauspielerin.

## Leben
Die Tochter des Schauspielers und Regisseurs Carl Tetzlaff erhielt Schauspielunterricht bei ihrem Vater und gab ihr Debüt 16-jährig in Salzburg. Es folgten Engagements am Hoftheater Kassel, Hoftheater Stuttgart und am Kaiserlichen Theater in St. Petersburg.
Seit 1895 war sie Mitglied des Ensembles am Stadttheater Hamburg. Später wechselte sie an Berliner Bühnen. Während des Ersten Weltkrieges begann ihre Filmkarriere, und Toni Tetzlaff wurde eine häufig eingesetzte Nebendarstellerin. Manchmal war sie auch in größeren Rollen zu sehen wie 1927 in dem Film Sein größter Bluff mit Harry Piel als Inhaberin eines Juweliergeschäfts oder 1930 in Hans in allen Gassen als Mutter des Hauptdarstellers Hans Albers. Sie stand 1944 in der Gottbegnadeten-Liste des Reichsministeriums für Volksaufklärung und Propaganda.
Ihre letzten Bühnenauftritte hatte sie nach dem Ende des Zweiten Weltkrieges an der Berliner Bühne der Jugend.

## Filmografie
- 1915: Der Hermelinmantel
- 1917: Feenhände
- 1917: Die Tochter der Gräfin Stachowska
- 1918: Der Weg, der zur Verdammnis führt
- 1918: Tausend und eine Frau
- 1918: Das Lied der Mutter
- 1919: Hungernde Millionäre
- 1919: Das ewige Rätsel
- 1919: Der Weltmeister
- 1919: Artistentreue
- 1920: Alkohol
- 1920: Die Fürstin Woronzoff
- 1921: Des Lebens und der Liebe Wellen
- 1921: Opfer der Liebe
- 1921: Die Bettelgräfin vom Kurfürstendamm
- 1921: Die Abenteurerin von Monte Carlo
- 1922: Lola Montez, die Tänzerin des Königs
- 1922: Seine Exzellenz, der Revisor
- 1924: Der Aufstieg der kleinen Lilian
- 1924: Hochstaplerin wider Willen
- 1925: Soll man heiraten?
- 1926: Gräfin Plättmamsell
- 1926: Die drei Mannequins
- 1926: Spitzen
- 1927: Kopf hoch, Charly!
- 1927: Die raffinierteste Frau Berlins
- 1927: Sein größter Bluff
- 1928: Liebe im Kuhstall
- 1928: Panik
- 1928: Unmoral
- 1928: Aus dem Tagebuch eines Junggesellen
- 1929: Die Frau, die jeder liebt, bist Du!
- 1929: Fräulein Else
- 1929: Jennys Bummel durch die Männer
- 1929: Sündig und süß
- 1929: Das Erlebnis einer Nacht
- 1930: Gehetzte Mädchen
- 1930: Hans in allen Gassen
- 1930: Liebeskleeblatt
- 1930: Das lockende Ziel
- 1931: Elisabeth von Österreich
- 1931: Das Konzert
- 1931: … und das ist die Hauptsache!?
- 1931: Madame hat Ausgang
- 1932: Strich durch die Rechnung
- 1933: Flüchtlinge
- 1934: Herr Kobin geht auf Abenteuer
- 1934: Die rosarote Brille
- 1934: Spiel mit dem Feuer
- 1934: So endete eine Liebe
- 1934: Die Medaille
- 1935: Das Geschenk
- 1935: Ein idealer Gatte
- 1935: Mazurka
- 1935: Stützen der Gesellschaft
- 1936: Allotria
- 1936: Das Hofkonzert
- 1936: Die lange Grete
- 1936: Das Schloß in Flandern
- 1936: Moral
- 1937: Liebe kann lügen
- 1937: Serenade
- 1937: Der Unwiderstehliche
- 1937: Die Warschauer Zitadelle
- 1938: Was tun, Sybille?
- 1938: Männer soll man nicht alleine lassen
- 1938/50: Preußische Liebesgeschichte
- 1939: Die Geliebte
- 1939: Kongo-Express
- 1939: Umwege zum Glück
- 1940: Aus erster Ehe
- 1940: Mädchen im Vorzimmer
- 1943: Gefährlicher Frühling
- 1944: Träumerei
- 1944: Seinerzeit zu meiner Zeit
- 1944/48: Das kleine Hofkonzert
- 1947: Kein Platz für Liebe